# Dugesia bactriana
Dugesia bactriana és una espècie de triclàdide dugèsid que habita Afganistan i Pakistan.

## Descripció
Externament, D. bactriana té una aparença molt similar a la de la majoria de les altres Dugesia. Els individus sexualment madurs preservats mesuren entre 15 i 20 mm de longitud i entre 2 i 3,5 mm d'amplada. Presenta un cap de forma subtriangular amb dos ulls que generalment són grans (100-130 µm). Les aurícules són amples, apuntades i romes. El color de la superfície dorsal és d'un marró fosc uniforme. La superfície ventral és de color marró grisós clar.

### Aparell reproductor
Els testicles són petits i es distribueixen al llarg de tot el cos en posició dorsal. D. bactriana es caracteritza per presentar tres òrgans musculo-glandulars o adenodàctils.